# Унтербрайцбах
Унтербрайцбах (нім. Unterbreizbach) — громада в Німеччині, розташована в землі Тюрингія. Входить до складу району Вартбург.
Площа — 30,00 км2. Населення становить 3324 ос. (станом на 31 грудня 2021).